# سوخو-۱
سوخو-۱ (به انگلیسی: Sukhoi Su-1) یک هواگرد ساختِ کارخانهٔ سوخو در کشور روسیه است. نخستین استفاده‌کنندهٔ این هواپیما نیروی هوایی شوروی بوده‌است. این هواگرد برای نخستین بار در ۱۵ ژوئن ۱۹۴۰ میلادی مورد استفاده قرار گرفت.